# August (Intelligency)
August è un singolo del gruppo musicale bielorusso Intelligency, pubblicato il 3 aprile 2020.

## Tracce
Testi e musiche di Jaŭgen Muraška, Michail Stanevič, Vsevalad Doŭbnja e Juryi Tarasevič.
Download digitale – 1ª versione
1. August – 2:59

Download digitale – 8D Version
1. August (8D Version) – 2:59

Download digitale – Acoustic
1. August (Acoustic) – 2:52

Download digitale – DJ DimixeR Remix
1. August (DJ DimixeR Remix) – 2:38

Download digitale – MBNN Remix
1. August (MBNN Remix) – 2:45

Download digitale – 2ª versione
1. August (Mova Phonk) – 2:54
2. August (Pa-belarusku) – 2:38

## Classifiche

### Classifiche settimanali
| Classifica (2020) | Posizione massima |
| ----------------- | ----------------- |
| Belgio (Vallonia) | 83                |
| Lettonia          | 25                |
| Lituania          | 15                |
| Polonia           | 48                |
| Russia            | 1                 |
| Ucraina           | 44                |

### Classifiche di fine anno
| Classifica (2020) | Posizione |
| ----------------- | --------- |
| Russia            | 32        |